# 클라인 4차 곡선
대수기하학에서 클라인 4차 곡선(Klein4次曲線, 영어: Klein’s quartic curve)은 종수 3의 리만 곡면 가운데 가장 대칭적인 것인 모듈러 곡선이다.

## 정의

### 구체적 정의
클라인 4차 곡선은 2차원 복소수 사영 공간 {\displaystyle \mathbb {CP} ^{2}} 속의, 다음과 같은 4차 동차 다항식으로 정의되는 복소수 사영 대수 곡선이다. (여기서 {\displaystyle [x:y:z]}는 사영 공간의 동차 좌표계이다.)
{\displaystyle x^{3}y+y^{3}z+z^{3}x=0}

### 모듈러 군을 통한 정의
복소수 상반평면 {\displaystyle \mathbb {H} =\{z\in \mathbb {C} \colon \operatorname {Im} z>0\}} 위에는 모듈러 군 {\displaystyle \operatorname {PSL} (2;\mathbb {Z} )}이 자연스럽게 작용한다.
합동 부분군
{\displaystyle \Gamma (7)\leq \operatorname {PSL} (2;\mathbb {Z} )}
에 대응되는 모듈러 곡선
{\displaystyle \mathbb {H} /\Gamma (7)}
을  클라인 4차 곡선이라고 한다.

## 성질

### 종수
클라인 4차 곡선은 종수 3의 콤팩트 리만 곡면이다. 이는 대수기하학의 첨가 공식으로서
{\displaystyle g={\frac {1}{2}}(d-1)(d-2)=3}
으로 계산 가능하다. (여기서 {\displaystyle d=4}는 사영 평면의 대수 곡선을 정의하는 동차 다항식의 차수이다.)

### 대칭
클라인 4차 곡선은 종수 3의 유일한 후르비츠 곡면이다. 특히, 종수 3의 연결 콤팩트 리만 곡면 가운데 최대의 크기의 자기 동형군을 갖는다.
클라인 4차 곡선의 (방향 보존) 자기 동형군은
{\displaystyle \operatorname {PSL} (2;\mathbb {F} _{7})\cong \operatorname {PSL} (3;\mathbb {F} _{2})}
이며, 그 크기는 168이다. 이 사실은 모듈러 곡선을 통한 정의에서
{\displaystyle \operatorname {PSL} (2;\mathbb {Z} )/\Gamma (7)\cong \operatorname {PSL} (2;\mathbb {F} _{7})}
로 계산할 수 있다.

### 주기
클라인 4차 곡선의 주기 행렬(영어: period matrix)을 생각하자. 종수가 3이므로, 이는 3×3 행렬로 표현되며, 적절한 기저에서는 다음과 같다.
{\displaystyle {\frac {1}{2}}{\begin{pmatrix}\alpha &1&1\\1&\alpha &1\\1&1&\alpha \end{pmatrix}}}
여기서
{\displaystyle \alpha ={\frac {1}{2}}(-1+\mathrm {i} {\sqrt {7}})}
이다.

### 데생당팡
클라인 4차 곡선 {\displaystyle X}에서,
{\displaystyle X\twoheadrightarrow X/\operatorname {PSL} (2;\mathbb {F} _{7})\cong \mathbb {CP} ^{1}}
에 대응하는 데생당팡은 다음과 같다.

클라인 4차 곡선의 데생당팡. 검은 꼭짓점은 (푸른 색의) 꼭짓점에 대응하며, 흰 꼭짓점은 각 변의 중점에 대응한다.

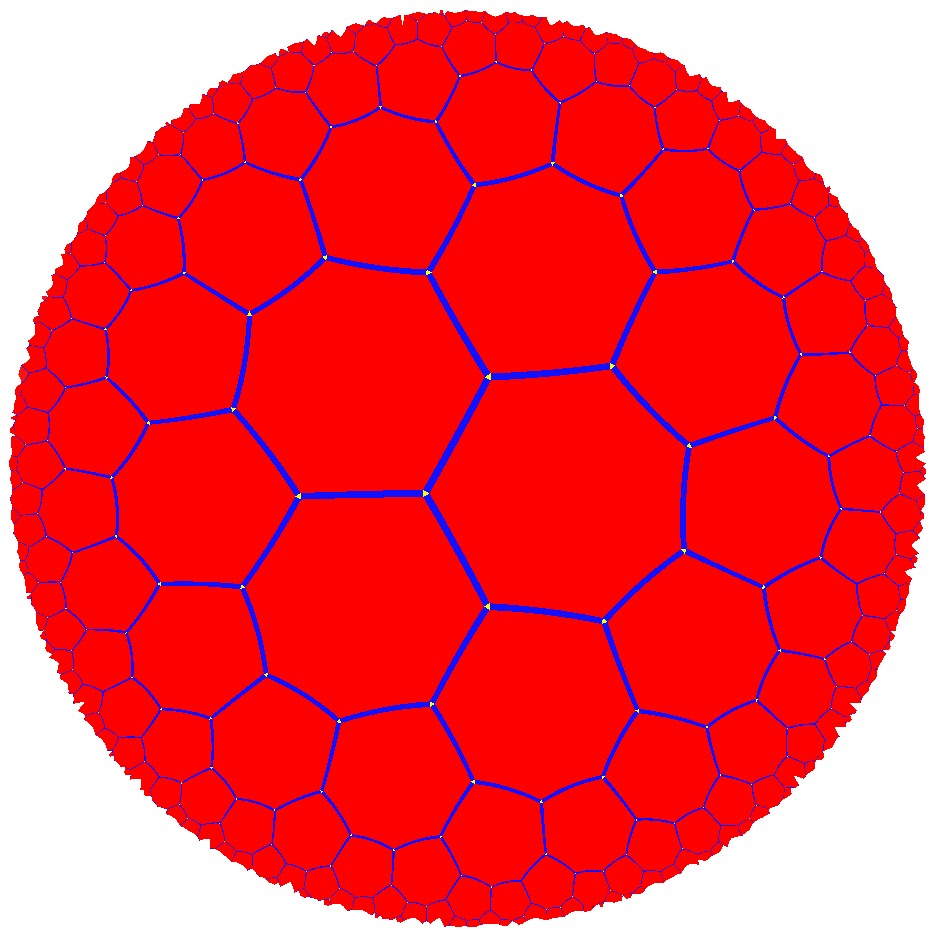
쌍곡 평면을 정7각형으로 덮은 모양

- 총 56개의 검은 꼭짓점과 총 84개의 흰 꼭짓점이 있다.
- 모든 검은 꼭짓점의 차수는 3이며, 모든 흰 꼭짓점의 차수는 2이다.

이는 다음과 같이 생각할 수 있다.
1. 쌍곡 평면을 정7각형으로 덮는다고 하자. 이때, 각 꼭짓점에는 세 개의 정7각형이 인접해 있게 한다. 이는 (물론) 무한히 많은 정7각형들을 필요로 한다.
2. 24개의 정7각형들이 남게 특별한 몫을 취한다. (그렇다면 {\displaystyle 7\cdot 24/3=56}개의 꼭짓점과 {\displaystyle 7\cdot 24/2=84}개의 변이 있게 된다.) 이 그래프를 클라인 그래프(영어: Klein graph)라고 한다.
3. 각 꼭짓점을 검게 칠하고, 각 변의 중점에 흰 꼭짓점을 추가한다.

## 역사
펠릭스 클라인이 1878년에 타원 함수를 연구하던 도중 도입하였다.

## 참고 문헌
1. ↑  Braden, H. W.; Northover, T. P. (2010년 10월). “Klein’s curve”. 《Journal of Physics A》 (영어) 43 (434009). arXiv:0905.4202. Bibcode:2010JPhA...43Q4009B. doi:10.1088/1751-8113/43/43/434009.
2. ↑  Klein, Felix (1878). “Ueber die Transformation siebenter Ordnung der elliptischen Functionen. (Mit einer lithogr. Tafel.)”. 《Mathematische Annalen》 (독일어) 14 (3): 428–471. doi:10.1007/BF01677143. ISSN 0025-5831.

- Levy, Silvio, 편집. (1999). 《The eightfold way: the beauty of Klein’s quartic curve》. Mathematical Sciences Research Institute Publications (영어) 35. Cambridge University Press. ISBN 978-0-521-66066-2. MR 1722410.
  - Elkies, Noam D. (1999). 〈The Klein quartic in number theory〉 (PDF).   Levy, Silvio. 《The eightfold way: the beauty of Klein’s quartic curve》. Mathematical Sciences Research Institute Publications (영어) 35. Cambridge University Press. 51–101쪽. ISBN 978-0-521-66066-2. MR 1722410.
- Scholl, Peter; Schürmann, Achill; Wills, J. M. (2002년 9월). “Polyhedral models of Felix Klein’s group”. 《The Mathematical Intelligencer》 (영어) 24 (3): 37–42. doi:10.1007/BF03024730. ISSN 0343-6993.